# Tonys Schachzug
Tonys Schachzug (Originaltitel: Meadowlands) ist die vierte Folge der HBO-Serie Die Sopranos. Geschrieben wurde die Folge von Jason Cahill, Regie führte John Patterson und wurde am 31. Januar 1999 erstmals ausgestrahlt.

## Darsteller
- James Gandolfini als Tony Soprano
- Lorraine Bracco als Dr. Jennifer Melfi
- Edie Falco als Carmela Soprano
- Michael Imperioli als Christopher Moltisanti
- Dominic Chianese als Junior Soprano
- Vincent Pastore als Pussy Bonpensiero
- Steven Van Zandt als Silvio Dante
- Tony Sirico als Paulie Gualtieri
- Robert Iler als Anthony Soprano, Jr.
- Jamie-Lynn Sigler als Meadow Soprano
- and Nancy Marchand als Livia Soprano

- John Heard als Vin Makazian
- Jerry Adler als Hesh Rabkin
- Michael Rispoli als Jackie Aprile, Sr.
- Mark Blum als Randall Curtin

- Al Sapienza als Mikey Palmice
- Anthony DeSando als Brendan Filone
- Drea de Matteo als Adriana La Cerva
- Tony Darrow als Larry Barese
- George Loros als Raymond Curto
- Joe Badalucco, Jr. als Jimmy Altieri
- Sharon Angela als Rosalie Aprile
- John Arocho als Kind Nr. 2
- Oksana Lada als Irina Peltsin
- Michael Buscemi als Lewis Pantowski
- T.J. Coluca as Jeremy Piocosta
- Michele DeCesare als Hunter Scangarelo
- Guillermo Díaz als Verkäufer
- Daniel Hilt als Kind Nr. 3
- Ray Michael Karl als Lehrer
- Theresa Lynn als Stripper
- Shawn McLean als Yo Yo Mendez
- Annika Pergament als Nachrichtensprecher
- Sal Petraccione als George Piocosta
- James Spector als Kind Nr. 1
- Corrine Stella als unbenannte Frau
- Anthony Tavaglione als Lance

## Handlung
Tony wird zunehmend von der Angst geplagt, jemand aus der Familie könnte etwas von seiner Therapie erfahren. Weil er jedoch Gefühle für Dr. Melfi zu entwickeln beginnt, die über das normale Arzt-Patient-Verhältnis hinausgehen, hegt er keinerlei Absichten, die Therapie zu beenden. Die Episode beginnt mit einem Alptraum in Melfis Praxis. Er beauftragt den korrupten Zivilpolizisten Vin Makazian, der auf seiner Gehaltsliste steht, mehr über Melfis Privatleben herauszufinden. Fälschlicherweise hält dieser sie für Tonys Geliebte und verprügelt ihren männlichen Begleiter bei einer Fahrzeugkontrolle brutal. Aufgrund seiner wachsenden Gefühle für Dr. Melfi ringt sich Tony schließlich doch dazu durch, nicht mehr zur Therapie zu gehen. Paradoxerweise überredet Carmela ihn, im Irrglauben, der Therapeut sei männlich, die Therapie nicht abzubrechen, da ansonsten ihre Ehe in Gefahr sei. 
Nach einigen Bemerkungen seiner Mitschüler und deren teilweise unterwürfigem Verhalten ihm gegenüber beginnt A. J., das Berufsleben seines Vaters kritisch zu hinterfragen. Nach Hinweisen seiner Schwester Meadow dämmert ihm allmählich, was sein Vater beruflich wirklich tut. 
Christopher ist nach seiner Schein-Exekution und der Ermordung seines Freundes Brendan in Todesangst. Er glaubt, Tony habe herausgefunden, dass er Meadow Drogen verkauft hat und sich nun auch an ihm rächen will. Doch seine Sorgen sind unbegründet, und als er herausfindet, dass Mikey Palmice der Mörder seines Freundes ist, sinnt er seinerseits auf Rache. Doch Tony kann seinen Neffen von unüberlegten Handlungen gegen Junior Sopranos Crew abhalten und hält den wütenden Christopher zurück. Mikey ist ein Vollmitglied der Mafia und daher zunächst unantastbar. Tony verprügelt Mikey jedoch und quält ihn mit einem Tacker. Stattdessen stellt Tony Junior zur Rede, warum er solche extremen Maßnahmen ergriffen habe. Junior ist sich keiner Schuld bewusst und beide trennen sich im Streit.
Inzwischen hat Jackie Aprile den Kampf gegen den Krebs verloren und hinterlässt nach seinem Tod ein Machtvakuum. Obwohl alle Captains der Familie hinter Tony stehen und seinen Aufstieg zum amtierenden Boss unterstützen, fürchtet dieser den drohenden Machtkampf mit Junior um die Nachfolge. Nach einer unbewussten Inspiration während einer Therapiestunde mit Dr. Melfi kommt Tony eine diplomatische Lösung. Vordergründig macht er Onkel Junior zum neuen Boss und überlässt ihm nur zum Schein die Macht. Hinter den Kulissen zieht er, unterstützt von den anderen Captains, die Fäden und ist der eigentliche starke Mann der Familie. Mit diesem Schachzug vermeidet Tony einen Krieg mit Juniors Crew, was schlecht fürs Business wäre. Außerdem ist Junior als amtierender Boss das Hauptziel für das FBI. Nach dieser Entscheidung beschließt Tony, weiterhin zur Therapie zu gehen.

## Erster Auftritt
- Vin Makazian: Ein korrupter Detective von der Essex County Polizei, der auf Tonys Lohnliste steht.
- Larry Boy Barese, Jimmy Altieri, Ray Curto: Capos der DiMeo/Soprano-Familie.

## Verstorben
- Jackie Aprile, Sr: Gestorben an einem Magenkarzinom.

## Weiteres
- Während des Alptraums zitiert der Regisseur eine Szene aus Alfred Hitchcocks Klassiker Psycho: Tony nähert sich einem Drehstuhl, auf dem eine Frau sitzt und dieser dreht sich ihm entgegen. Zu Tonys entsetzen sitzt seine Mutter im Stuhl.
- Der Originaltitel lautet Meadowlands, was auf die Sumpflandschaft New Jersey Meadowlands bzw. auf den Vornamen von Tonys Tochter anspielt.

## Auszeichnungen
Jason Cahill erhielt 2000 für die Episode den Writers Guild of America Award in der Kategorie Episodic Drama.